# Силин, Дмитрий Макарович
Дми́трий Мака́рович Си́лин (1903 — ?) — советский партийный и государственный деятель, 2-й секретарь Винницкого обкома КП(б)У (1947—1953), председатель Винницкого горисполкома (1945—1946), председатель Саратовского облисполкома (1943). Депутат Верховного Совета СССР 3-го созыва.

## Биография
Родился 2 октября 1903 года в городе Валуйки Воронежской губернии (ныне - районный центр Курской области). 
В 1916—1917 г. — курьер Валуйской городской управы Воронежской губернии. В 1917—1918 г. — агент Валуйского продовольственного комитета. В 1918—1919 г. — охранник грузов на Воронежской железной дороге.
В 1919—1920 г. — заведующий экономического отдела Валуйского уездного комитета Коммунистического союза молодежи Воронежской губернии.
В 1920—1925 г. — ответственный секретарь Коротоякского уездного комитета ВЛКСМ Воронежской губернии; ответственный секретарь Богучарского уездного комитета ВЛКСМ Воронежской губернии.
Член РКП(б) с 1923 года.
В 1925—1926 г. — заведующий организационного отдела Воронежского губернского комитета ВЛКСМ.
В 1926—1929 г. — студент Ленинградского коммунистического университета.
В 1929—1931 г. — секретарь Перелюбского районного комитета ВКП(б) Нижне-Волжского края.
В 1931—1932 г. — инструктор Нижне-Волжского краевого комитета ВКП(б).
В 1932—1938 г. — 1-й секретарь Турковского районного комитета ВКП(б) Нижне-Волжского края; 1-й секретарь Катериновского районного комитета ВКП(б) Саратовской области.
В 1938—1943 г. — начальник Саратовского областного земельного отдела.
С 1943 г. — председатель исполнительного комитета Саратовской областной совет депутатов трудящихся.
В 1944—1945 г. — инструктор ЦК ВКП(б).
В 1945 году — секретарь Винницкого городского комитета КП(б)У.
В августе 1945 — апреле 1946 — председатель исполнительного комитета Винницкого городского совета депутатов трудящихся.
В 1947—1953 — 2-й секретарь Винницкого областного комитета КП(б)У.
Имел звание капитана. 

## Награды
- орден Трудового Красного Знамени (23.01.1948)
- ордена
- медали